# الفصل الرابع من ميثاق الأمم المتحدة
ميثاق الأمم المتحدة الفصل الرابع: في الجمعيـة العـامة

## المادة 9
1. تتألف الجمعية العامة من جميع أعضاء «الأمم المتحدة».
2. لا يجوز أن يكون للعضو الواحد أكثر من خمسة مندوبين في الجمعية العامة.

## في وظائف الجمعية وسلطاتها

### المادة 10
للجمعية العامة أن تناقش أية مسألة أو أمر يدخل في نطاق هذا الميثاق أو يتصل بسلطات فرع من الفروع المنصوص عليها فيه أو وظائفه. كما أن لها في ما عدا ما نصّ عليه في المادة 12 أن توصي أعضاء الهيئة أو مجلس الأمن أو كليهما بما تراه في تلك المسائل والأمور.

### المادة 11
1. للجمعية العامة أن تنظر في المبادئ العامة للتعاون في حفظ السلم والأمن الدولي ويدخل في ذلك المبادئ المتعلقة بنزع السلاح وتنظيم التسليح، كما أن لها أن تقدّم توصياتها بصدد هذه المبادئ إلى الأعضاء أو إلى مجلس الأمن أو إلى كليهما.
2. للجمعية العامة أن تناقش أية مسألة يكون لها صلة بحفظ السلم والأمن الدولي يرفعها إليها أي عضو من أعضاء الأمم المتحدة ومجلس الأمن أو دولة ليست من أعضائها وفقاً لأحكام الفقرة الثانية من المادة 35، ولها - فيما عدا ما تنصّ عليه المادة الثانية عشرة - أن تقدّم توصياتها بصدد هذه المسائل للدولة أو الدول صاحبة الشأن أو لمجلس الأمن أو لكليهما معاً. وكل مسألة مما تقدّم ذكره يكون من الضروري فيها القيام بعمل ما، ينبغي أن تحيلها الجمعية العامة على مجلس الأمن قبل بحثها أو بعده.
3. للجمعية العامة أن تسترعي نظر مجلس الأمن إلى الأحوال التي يحتمل أن تعرّض السلم والأمن الدولي للخطر.
4. لا تحدّ سلطات الجمعية العامة المبيّنة في هذه المادة من عموم مدى المادة العاشرة.

### المادة 12
1. عندما يباشر مجلس الأمن، بصدد نزاع أو موقف ما، الوظائف التي رسمت في الميثاق، فليس للجمعية العامة أن تقدّم أية توصية في شأن هذا النزاع أو الموقف إلاّ إذا طلب ذلك منها مجلس الأمن.
2. يخطر الأمين العام - بموافقة مجلس الأمن - الجمعية العامة في كل دور من أدوار انعقادها بكل المسائل المتصلة بحفظ السلم والأمن الدولي التي تكون محل نظر مجلس الأمن، كذلك يخطرها أو يخطر أعضاء «الأمم المتحدة» إذا لم تكن الجمعية العامة في دور انعقادها، بفراغ مجلس الأمن من نظر تلك المسائل وذلك بمجرد انتهائه منها.

### المادة 13
1. تنشئ الجمعية العامة دراسات وتشير بتوصيات بقصد:
أ - إنماء التعاون الدولي في الميدان السياسي وتشجيع التقدّم المطرد للقانون الدولي وتدوينه.
ب - إنماء التعاون الدولي في الميادين الاقتصادية والاجتماعية والثقافية والتعليمية والصحية، والإعانة على تحقيق حقوق الإنسان والحريات الأساسية للناس كافة بلا تمييز بينهم في الجنس أو اللغة أو الدين ولا تفريق بين الرجال والنساء.
2. تبعات الجمعية العامة ووظائفها وسلطاتها الأخرى في ما يختص بالمسائل الواردة في الفقرة السابقة (ب) بيّنة في الفصلين التاسع والعاشر من هذا الميثاق.

### المادة 14
مع مراعاة أحكام المادة الثانية عشرة، للجمعية العامة أن توصي باتخاذ التدابير لتسوية أي موقف، مهما يكن منشؤه، تسوية سلمية متى رأت أن هذا الموقف قد يضر بالرفاهية العامة أو يعكّر صفو العلاقات الودية بين الأمم، ويدخل في ذلك المواقف الناشئة عن انتهاك أحكام هذا الميثاق الموضحة لمقاصد الأمم المتحدة ومبادئها.

### المادة 15
1. تتلقى الجمعية العامة تقارير سنوية وأخرى خاصة من مجلس الأمن وتنظر فيها، وتتضمن هذه التقارير بياناً عن التدابير التي يكون مجلس الأمن قد قرّرها أو اتخذها لحفظ السلم والأمن الدولي.
2. تتلقى الجمعية العامة تقارير من الفروع الأخرى للأمم المتحدة وتنظر فيها.

### المادة 16
تباشر الجمعية العامة الوظائف الرسمية التي رسمت لها بمقتضى الفصلين الثاني عشر والثالث عشر في ما يتعلق بنظام الوصاية الدولية، ويدخل في ذلك المصادقة على اتفاقات الوصاية بشأن المواقع التي تعتبر أنها مواقع إستراتيجية.

### المادة 17
1. تنظر الجمعية العامة في ميزانية الهيئة وتصدّق عليها.
2. يتحمّل الأعضاء نفقات الهيئة حسب الأنصبة التي تقرّرها الجمعية العامة.
3. تنظر الجمعية العامة في أية ترتيبات مالية أو متعلقة بالميزانية مع الوكالات المتخصصة المشار إليها في المادة 57. وتصدّق عليها وتدرس الميزانيات الإدارية لتلك الوكالات لكي تقدّم لها توصياتها.

## التصـويت

### المادة 18
1. يكون لكل عضو في «الأمم المتحدة» صوت واحد في الجمعية العامة.
2. تصدر الجمعية العامة قراراتها في المسائل العامة بأغلبية ثلثي الأعضاء الحاضرين المشتركين في التصويت. وتشمل هذه المسائل: التوصيات الخاصة بحفظ السلم والأمن الدولي، وانتخاب أعضاء مجلس الأمن غير الدائمين، وانتخاب أعضاء المجلس الاقتصادي والاجتماعي، وانتخاب أعضاء مجلس الوصاية وفقاً لحكم الفقرة الأولى (ج) من المادة 86، وقبول أعضاء جدد في «الأمم المتحدة» ووقف الأعضاء عن مباشرة حقوق العضوية والتمتع بمزاياها، وفصل الأعضاء، والمسائل المتعلقة بسير نظام الوصاية، والمسائل الخاصة بالميزانية.
3. القرارات في المسائل الأخرى - ويدخل في ذلك تحديد طوائف المسائل الإضافية التي تتطلب في إقرارها أغلبية الثلثين - تصدر بأغلبية الأعضاء الحاضرين المشتركين في التصويت.

### المادة 19
لا يكون لعضو الأمم المتحدة الذي يتأخر عن تسديد اشتراكاته المالية في الهيئة حق التصويت في الجمعية العامة إذا كان المتأخر عليه مساوياً لقيمة الاشتراكات المستحقة عليه في السنتين الكاملتين السابقتين أو زائداً عنها، وللجمعية العامة مع ذلك أن تسمح لهذا العضو بالتصويت إذا اقتنعت بأن عدم الدفع ناشئ عن أسباب لا قبل للعضو بها.

## الإجـراءات

### المادة 20
تجتمع الجمعية العامة في أدوار انعقاد عادية وفي أدوار انعقاد سنوية خاصة بحسب ما تدعو إليه الحاجة. ويقوم بالدعوة إلى أدوار الانعقاد الخاصة الأمين العام بناءً على طلب مجلس الأمن أو أغلبية أعضاء «الأمم المتحدة».

### المادة 21
تضع الجمعية العامة لائحة إجراءاتها، وتنتخب رئيسها لكل دور انعقاد.

### المادة 22
للجمعية العامة أن تنشئ من الفروع الثانوية ما تراه ضروريا للقيام بوظائفها.

## وصلات داخلية
- ميثاق الأمم المتحدة
- الأمم المتحدة

## انظر ايضاً
| ميثاق الأمم المتحدة                                                              |
| -------------------------------------------------------------------------------- |
|                                                                                  |
| الفصل الأول في مقاصد الهيئة ومبادئها                                             |
| الفصل الثاني فـي العضوية                                                         |
| الفصل الثالث فـي فروع الهيئـة                                                    |
| الفصل الرابع في الجمعيـة العـامة                                                 |
| الفصل الخامس في مجلـس الأمـن                                                     |
| الفصل السادس في حل المنازعات حلاً سلمياً                                           |
| الفصل السابع فيما يتخذ من الأعمال في حالات تهديد السلم والإخلال به ووقوع العدوان |
| الفصل الثامن في التنظيمات الإقليمية                                              |
| الفصل التاسع في التعاون الدولي الاقتصادي والاجتماعي                              |
| الفصل العاشر المجلس الاقتصادي والاجتماعي                                         |
| الفصل الحادي عشر تصريح يتعلق بالأقاليم غير المتمتعة بالحكم الذاتي                |
| الفصل الثاني عشر في نظام الوصاية الدولي                                          |
| الفصل الثالث عشر في مجلس الوصاية                                                 |
| الفصل الرابع عشر في محكمة العدل الدولية                                          |
| الفصل الخامس عشر في الأمـانة                                                     |
| الفصل السادس عشر أحكـام متنوعـة                                                  |
| الفصل السابع عشر في تدابير حفظ الأمن في فترة الانتقال                            |
| الفصل الثامن عشر في تعديل الميثاق                                                |
| الفصل التاسع عشر في التصديق والتوقيع                                             |

## وصلات خارجية
- موقع الأمم المتحدة بالعربية